# تيريم موفي
تيريم موفي (مواليد 25 مايو 1999) هو لاعب كرة قدم نيجيري يلعب كمهاجم في نادي لوريان.